# Fort Rock Cave
Fort Rock Cave – jaskinia i stanowisko archeologiczne położone w środkowej części stanu Oregon (Stany Zjednoczone) w hrabstwie Lake. Jaskinia zlokalizowana jest około 2,4 km na zachód od wulkanu Fort Rock. Na stanowisku Fort Rock Cave zostały odkryte jedne z najstarszych śladów działalności człowieka (sandały wykonane z bylicy) w stanie Oregon. Datowanie wykonane metodą radiowęglową pozwoliło określić wiek stanowiska na okres 13–9 tys. lat BP. Fort Rock Cave w 1961 roku został wpisany na listę National Historic Landmark, w 1966 roku został zarejestrowany przez National Register of Historic Places pod numerem 66000641.
Jaskinia została odkryta w 1938 roku przez doktora Luthera S. Cressmana na ranczu należącym do Reuba Longa. Wcześniej określana była nazwami Menkenmaier Cave i Cow Cave. Jaskinia zawdzięcza nazwę Cow Cave (pol. Jaskinia Krowia) faktowi wykorzystania jej przez bydło jako miejsce schronienia przed śnieżycą.

## Artefakty

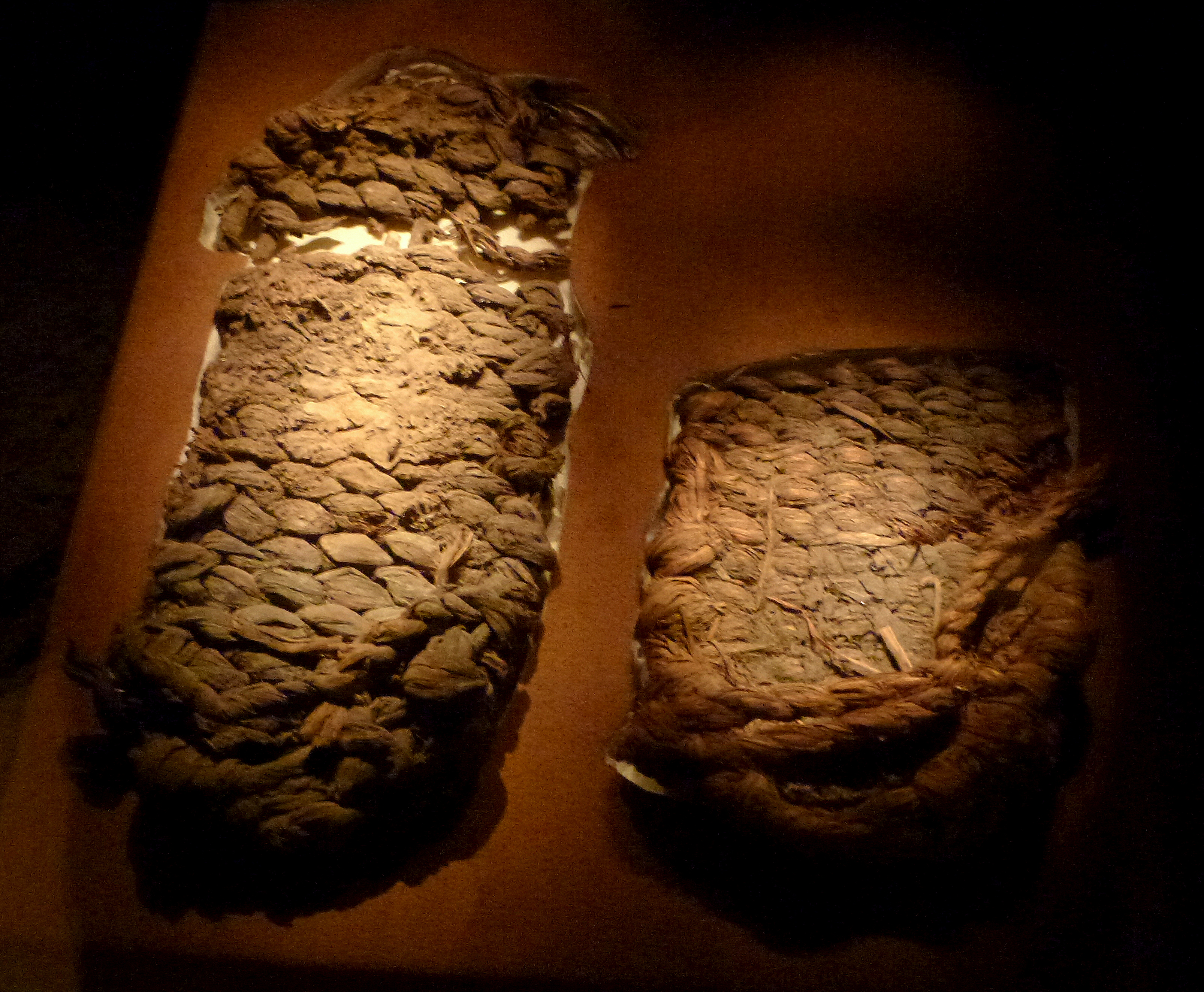
Sandały z Fort Rock Cave na ekspozycji w muzeum w Portland

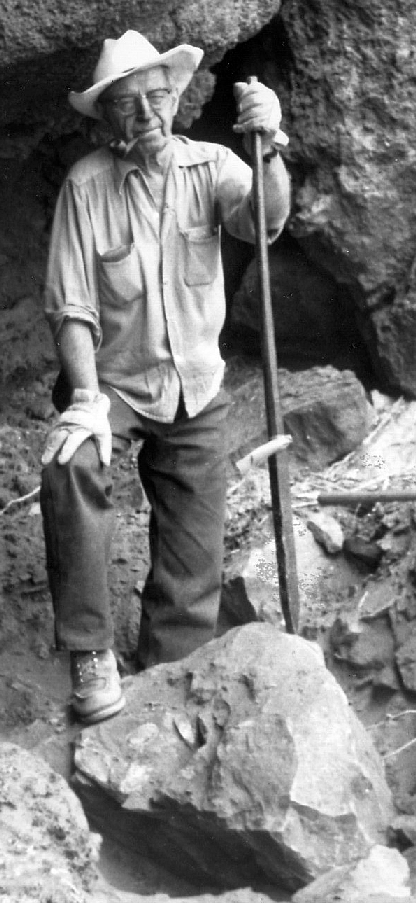
Doktor Luther Cressman na stanowisku archeologicznym Fort Rock Cave (1966)

W 1938 roku archeolog Luther Cressman z University of Oregon natrafił na stanowisku Fort Rock Cave na artefakty, które świadczyły o obecności ludzi w Oregonie już ok. 13200 lat temu. Zespół pod przewodnictwem Cressmana w trakcie prac archeologicznych natrafił na sandały wykonane z włókien bylicy należącej do gatunku Artemisia tridentata. Artefakty zostały odkryte poniżej warstwy popiołu wulkanicznego (tzw. warstwa Mazama Ash), która została utworzona w trakcie erupcji wulkanu Mount Mazama około 7500 lat temu. Datowanie radiowęglowe pozwoliło określić wiek sandałów na okres 10920–9520 BP. Wykonanie sandałów zostało przypisane do nowego stylu Fort Rock, gdyż było to pierwsze stanowisko, na którym zostały odkryte tak wytworzone sandały. Styl sandałów Fort Rock charakteryzuje się spleceniem par włókien wątku wokół osnowy oraz płaską kręconą podeszwą złożoną z pięciu osnów liniowych. Sandały typu Fort Rock ponadto zostały odnalezione na stanowiskach archeologicznych w Catlow Cave i Cougar Mountain Cave, datowane odpowiednio na okres 9380–9240 BP i 9840–9240 BP. Dodatkowo oprócz sandałów natrafiono również na narzędzia kamienne oraz na wyroby koszykarskie.